# Opération Mockingbird
L’opération Mockingbird (« opération Oiseau moqueur ») est une opération de la CIA destinée à influencer les médias des États-Unis et de pays étrangers, comme le Royaume-Uni.
Commencées à la fin des années 1940, ces activités ont été rendues publiques par les investigations de la commission Church en 1975, puis publiées en 1976. Les noms des responsables impliqués font encore l’objet de débats.

## Mise au jour
L’opération a été identifiée sous le nom de « Mockingbird » par Deborah Davis, en 1979, dans sa biographie non autorisée sur Katharine Graham, Katharine the Great (en): Katharine Graham and Her Washington Post Empire. L’idée que les médias ont été recrutés et infiltrés par la CIA pour diffuser de la propagande a été très controversée, et plusieurs erreurs dans l’exposé de Davis ont depuis été démontrées. Un « plombier » jugé coupable dans l’affaire Watergate, E. Howard Hunt, cite l’opération Mockingbird dans ses Mémoires, American Spy: My Secret History in the CIA, Watergate and Beyond, publiés en 2007.
Selon le journaliste d’investigation Carl Bernstein, plus de 400 journalistes travaillaient en collaboration avec la CIA en 1977. Ce projet employa jusqu’à 3 000 personnes de façon permanente.
Au cours des années 90, l’activiste Steve Kangas, le journaliste d’investigation Angus Mackenzie et d’autres révèlent la continuation de l'opération.
Le journaliste allemand Udo Ulfkotte, du Frankfurter Allgemeine Zeitung, montre, en 2014, dans Gekaufte Journalisten (Journalistes vendus) "que la CIA continue à commander, insérer et publier des articles de propagande dans la presse européenne". Le livre, un best-seller en Allemagne, traduit en anglais en 2016, paraît sous le titre Journalists for Hire: How the CIA Buys the News.

## Caractéristiques
À la fin de l’année 1948, Frank Gardiner Wisner crée le projet Mockingbird (« oiseau moqueur »), un programme visant à influencer les médias américains. À partir de 1954, ce réseau d’influence sera supervisé par Allen Dulles, directeur de la CIA.
Parmi les journaux et les médias infiltrés par des journalistes recrutés par le projet se trouvaient, entre autres, CBS, Time Magazine, Life, The New York Times, The Washington Post, The Washington Star, The Miami News, The Courier-Journal, Copley News Service (en) et The Christian Science Monitor.
Thomas Braden, chef de l’IOD (« Division des organisations internationales »), expliqua ainsi les techniques de recrutement, le 16 juin 1975 dans World in Action (en) : « si le directeur de la CIA voulait faire un cadeau par exemple à quelqu'un en Europe, un leader syndical, supposons qu'il se dise, Cet homme peut utiliser cinquante mille dollars, il travaille bien, il pouvait les lui donner sans avoir à rendre de compte à quiconque. Les journalistes étaient visés. Les syndicats étaient particulièrement visés car c’était l'une des activités dans lesquelles les communistes dépensaient le plus d’argent (traduction approximative) »,.
Ce projet s’impliqua aussi dans la production de films, comme La Ferme des animaux, d'après le livre du même nom de George Orwell, La Ferme des animaux, qui attaquait à la fois le communisme (représenté par des cochons) et le capitalisme (représenté par des humains). Le film fut réalisé en Grande-Bretagne en 1954 après la mort d'Orwell. L’histoire originale fut modifiée, se limitant à montrer la corruption concernant les cochons et le communisme, alors que celle qui concernait humains et capitalisme fut supprimée,.